# Niphoparmena flavoscutellata
Niphoparmena flavoscutellata là một loài bọ cánh cứng trong họ Cerambycidae.